# Gunther Jakob
Gunther Jakob, občanským jménem Václav Jan Antonín Jacob (pokřtěn 30. září 1685 Gossengrün (dnes Krajková) – 21. března 1734 Broumov ?) byl český benediktin a hudební skladatel.

## Život
Narodil se v rodině vrchního soudce („Oberrichter“) v obci Krajková, jako třetí ze šesti sourozenců. Zpíval ve farním sboru rodné obce, později se stal vokalistou v kladrubském klášteře benediktinů.[zdroj?]
V roce 1698, jako čtrnáctiletý, odešel do Prahy a stal se žákem v benediktinském klášteře sv. Mikuláše na Starém Městě. Jako zpěvák byl veden ředitelem kůru u sv. Mikuláše P. Prokopem Smrkovským a hře na varhany a skladbě jej učil varhaník klášterního kostela křižovníků Na Františku P. Isidor Vavák. V té době vznikla jeho první hudební díla. Již v šestnácti letech komponoval mše i drobnější chrámové skladby. Nějaký čas studoval práva, ale později přešel na studium teologie a stal se pomocníkem ředitele kůru při mikulášském klášteře.[zdroj?]
V roce 1710 složil všechny sliby uložené řádem sv. Benedikta a přijal své řeholní jméno Guntherus. V následujících devíti letech dál pracoval jako pomocník ředitele kůru, ale rovněž horlivě komponoval. Jeho skladby zaznamenaly značný úspěch, takže byly hrány nejen v domovském klášteře a klášterech benediktinů, ale i v kostelech a klášterech spřízněných řádů. Jacobovy skladby byly nalezeny v kostelech a klášterních archivech v Oseku, Rajhradě, Břevnově, Broumově, Brně i Klatovech. O jeho skladby projevila zájem i šlechta a bohatí měšťané. Vyskytují se ve dvorních knihovnách v Mnichově, Vratislavi i Bologni.[zdroj?]
V letech 1713–1714 postihla střední Evropu morová epidemie. Onemocněl i skladatel. Sice přežil, ale poškozené zdraví ho trápilo až do konce života.[zdroj?]
V roce 1719 přijal pozvání hraběnky Marie Gabriely Lažanské z rodu Černínů, významné hudební mecenášky, aby se na zámku v Manětíně stal vychovatelem jejích čtyř dětí. Setrval zde nejméně rok a často se pak do Manětína vracel.[zdroj?]
Vykonal řadu cest po benediktinských klášterech (Sázava, Rajhrad, Klatovy). Nejvýznamnější cesta se uskutečnila v roce 1727, kdy navštívil Vídeň a seznámil se s hrabětem Františkem Ferdinandem Kinským, hudebním mecenášem. Ten ho pozval na svůj dvůr do Eckartsau v Dolním Rakousku, kde se mj. setkal s hudebníky císařské dvorní kapely.[zdroj?]
V posledních letech svého života trpěl bolestivým onemocněním kloubů. Zemřel 21. března 1734. Jeho úmrtí je zapsáno v Broumovském nekrologu slovy:
„21./III. 1734 Guntherus Jacob, R.P. Guntherus Iacob, Prof. ad S. Nicolaum Vetero Pragae aet. 49. Prof. 24. Socerd. 20. Notarius Apostolicus, insignis Componista.“
Není však jisté, že zemřel právě tam.[zdroj?]

## Dílo
Zkomponoval okolo 30 mší, 30 ofertorií, 40 graduale, ale i řadu requiem, litanií a pastorel. Ceněna jsou jeho oratoria a sepolkra. Např. jeho sepolkro Dialogus valedictorius inter Jesum et Mariam je neobyčejně expresivním obrazem loučení na smrt odcházejícího Ježíše se svou matkou. Forma tohoto malého oratoria nemá obdoby v české ani světové hudební literatuře a dokazuje autorovu originalitu a kompoziční vynalézavost. V oratoriu Tenebrae triplex zase hudbou vyjadřuje zemětřesení.